# Pavel Adamovich Plehve
Pavel Adamovich Plehve (tiếng Nga: Па́вел Ада́мович Пле́ве) hay Pavel von Plehve (1850- 1916), là một đại tướng của quân đội đế quốc Nga, người gốc Đức. Ông tham gia thế chiến thứ nhất.